# Тамбовский (Адыгея)
Тамбо́вский (адыг. Тамбовскэр) — хутор в Гиагинском районе Республики Адыгея. Входит в Сергиевское сельское поселение.

## География
Хутор расположен в юго-восточной части Гиагинского района, на правом берегу реки Фарс. Находится в 3,5 км к югу от центра сельского поселения села Сергиевского, в 37 км к юго-востоку от районного центра станицы Гиагинской и в 32 км к северо-востоку от города Майкопа.
Площадь хутора составляет 1,32 км2, на которые приходятся 0,9 % от площади сельского поселения.
Хутор расположен на Закубанской наклонной равнине, в переходной от равнинной в предгорную зоне республики. Средние высоты на территории хутора составляют 241 метр над уровнем моря. Рельеф местности представляет собой волнистые равнины с общим уклоном с юго-запада на северо-восток, с холмистыми и курганными возвышенностями. Долины рек изрезаны балками и понижениями. На востоке и юго-востоке хутор окружён смешанным лесом.
Гидрографическая сеть представлена рекой Фарс, меандрирующей в населённом пункте. Чуть выше хутора в неё впадает левый приток река Сераль. К востоку от хутора, в пойме пересыхающей безымянной речки, расположена сеть искусственных водоёмов, используемых для различных нужд.
Климат влажный умеренный. Среднегодовая температура воздуха оставляет +11,5°С. Среднемесячная температура воздуха в июле достигает +23,0°С. Среднемесячная температура января составляет 0°С. Среднегодовое количество осадков составляет 740 мм. Основная часть осадков выпадает в период с мая по июль.

## История
Хутор был основан в начале XX века на землях Сергиевской волости переселенцами из Тамбовской губернии Российской империи.

## Население
| 2002 | 2010 | 2013 | 2014 | 2015 | 2016 | 2017 |
| ---- | ---- | ---- | ---- | ---- | ---- | ---- |
| 612  | ↗632 | ↘613 | ↘601 | ↘591 | ↗593 | ↘587 |
| 2018 | 2019 | 2020 | 2021 | 2023 | 2024 |      |
| ↗591 | ↘589 | ↘580 | ↘557 | ↘555 | ↗558 |      |

Плотность 422.73 чел./км2.
Национальный состав
По данным Всероссийской переписи населения 2010 года:
| Народ   | Численность, чел. | Доля от всего населения, % |
| ------- | ----------------- | -------------------------- |
| русские | 598               | 94,6 %                     |
| адыги   | 7                 | 1,1 %                      |
| чуваши  | 7                 | 1,1 %                      |
| другие  | 20                | 3,2 %                      |
| всего   | 632               | 100 %                      |

По данным Всероссийской переписи населения 2021 года:
| Народ               | Численность, чел. | Доля от всего населения, % |
| ------------------- | ----------------- | -------------------------- |
| русские             | 529               | 94,97 %                    |
| чуваши              | 7                 | 1,26 %                     |
| другие / не указано | 21                | 3,77 %                     |
| всего               | 557               | 100,0 %                    |

Мужчины — 304 чел. (48,1 %). Женщины — 328 чел. (51,9 %).

## Инфраструктура
- Средняя общеобразовательная школа № 12. Введена в эксплуатацию в 1965 году.
- Детский сад «Рябинушка».
- Фельдшерско-акушерский пункт.
- Межпоселенческий центр народной культуры.

## Улицы
Красная, Майкопская, Молодёжная, Набережная, Односторонняя, Партизанская, Прямая, Черёмушки.